# Ruy Barbosa (kommun i Brasilien, Rio Grande do Norte)
Ruy Barbosa är en kommun i Brasilien.   Den ligger i delstaten Rio Grande do Norte, i den östra delen av landet, 1 700 km nordost om huvudstaden Brasília. Antalet invånare är 3 595.
Omgivningarna runt Ruy Barbosa är huvudsakligen savann. Runt Ruy Barbosa är det ganska glesbefolkat, med 31 invånare per kvadratkilometer.